# Ryszard Mańka
Ryszard Mańka (ur. 9 czerwca 1932 w Opatówku k. Kalisza, zm. 11 lutego 2017 w Manchesterze) – polski bokser walczący w kategorii ciężkiej.
Pięściarstwo uprawiał w klubie Skra Warszawa. Uczestniczył w mistrzostwach Europy w Pradze 1957 roku, gdzie został wyeliminowany w ćwierćfinale tego turnieju przegrywając z Czechem Josefem Němcem. Startując w mistrzostwach Polski w 1957, wywalczył brązowy medal. W latach 1955–1957 pięciokrotnie wystąpił w reprezentacji Polski, odnosząc 3 zwycięstwa, przy 2 porażkach.